# Чикара Фуџимото
Чикара Фуџимото (јап. 藤本 主税; 31. октобар 1977) бивши је јапански фудбалер.

## Каријера
Током каријере је играо за Ависпа Фукуока, Санфрече Хирошима, Омија Ардија и многе друге клубове.

## Репрезентација
За репрезентацију Јапана дебитовао је 2001. године. За тај тим је одиграо 2 утакмице.

## Статистика
| Јапан  | Јапан   | Јапан  |
| Година | Наступи | Голови |
| ------ | ------- | ------ |
| 2001.  | 2       | 0      |
| Укупно | 2       | 0      |